# Loupiac-de-la-Réole
Loupiac-de-la-Réole è un comune francese di 454 abitanti situato nel dipartimento della Gironda nella regione della Nuova Aquitania.

## Società

### Evoluzione demografica
Abitanti censiti